# Bajki nie tylko dla dzieci głuchych
Cykl bajek (6 odcinków) zrealizowanych w 1994 r. dla redakcji „W świecie ciszy” TVP 2. Bajki powstały dla dzieci niesłyszących, w  całości przedstawiane w języku migowym, tekst był podany w formie napisów. Aktorami bajek były dzieci i młodzież niesłysząca ze Szczecina.
W związku z dużą oglądalnością i zainteresowaniem dzieci słyszących cykl został przeniesiony do „Redakcji dziecięcej” TVP 2. W tej redakcji powstał cykl 32 bajek w wersji dla dzieci słyszących. Tekst bajki czyta Adam Opatowicz.
Pomysłodawcą, reżyserem, scenarzystą oraz choreografem była Marta Borun. Muzykę skomponował Dariusz Kabaciński.
W 1997 r. część bajek została wydana przez Ministerstwo Edukacji Narodowej i Sportu w ramach Powszechnej Wideoteki Edukacyjnej na kasetach VHS. Pakiety te – 2 kasety (2x90min) i poradnik (ISBN 83-86925-67-1) – znajdują się w każdej bibliotece pedagogicznej.
Do pakietu multimedialnego dołączony jest poradnik metodyczny „Wpływ wady słuchu na rozwój dziecka” (autorzy: M. Kupisiewicz, J. Wilczek, B. Puszczewicz).
Bajki wydane w pakiecie Powszechnej Wideoteki Edukacyjnej: 
1. Kopciuszek
2. Król jest nagi
3. Słowik
4. Kot w butach
5. Czerwony kapturek
6. Królewna Śnieżka
7. Księżniczka na ziarnku grochu
8. Kuma śmierć

Pełna lista odcinków zrealizowanych dla TVP:
1. Nagi Król
2. Trzy listki
3. Słowik
4. Świniopas
5. Kuma śmierć
6. Król Wichrów
7. Złota prządka
8. O uczciwym złodzieju i mądrym królu
9. Czarodziejskie krzesiwo
10. Jokiko i zła pani
11. Wróżki
12. Złota rybka
13. Kot w butach
14. Kije samobije
15. Księżniczka zaklęta w żabę
16. Czerwony kapturek
17. Jaś i Małgosia
18. Kopciuszek
19. Trzy świnki
20. Siedem koźlątek
21. Kobieta przy studni
22. Królowa śniegu
23. Księżniczka na ziarnku grochu
24. Śpiąca królewna
25. Kto daje i odbiera
26. Zwierciadlane piękności
27. Jan i piękna księżniczka
28. Czarodziejskie krzesiwo
29. Śnieżynka i Różanka
30. Dziewczynka z zapałkami
31. Królewna Śnieżka
32. Chciwy Kadi